# Alfred-Louis Brunet-Debaines
Alfred-Louis Brunet-Debaines, född 5 november 1845 i Le Havre, död 12 februari 1939 i Hyères, var en fransk målare och grafiker.
Brunet-Debaines debuterade 1866 med landskapsakvareller och publicerade sedan i franska och engelska konsttidskrifter raderingar efter gamla nederländska mästare och efter moderna landskapsmålningar. Hans originalraderingar återger oftast landskap i Normandie och stadsmotiv från Rouen.